# Lorna Bennett
Lorna Bennett (sinh ngày 7 tháng 6 năm 1952 tại Newton, Giáo xứ Saint Elizabeth, Jamaica)  là một ca sĩ reggae, người đã hai lần đứng đầu bảng xếp hạng đĩa đơn Jamaica vào đầu những năm 1970 và là người được nhớ đến nhiều nhất với phiên bản reggae " Breakfast in Bed ".

## Tiểu sử
Sinh ra ở St. Elizabeth, Bennett đi học ở Kingston và khi còn đi học đã bắt đầu hát với Bare Essential Band, người biểu diễn tại hộp đêm Excelsior. Tại một trong những buổi biểu diễn này, cô đã được chú ý bởi Geoffrey Chung của ban nhạc Now Generation, người đã nuôi dưỡng sự nghiệp thu âm đầu tiên của cô. Một bản thu âm " Morning Has Broken " không thành công về mặt thương mại, nhưng đã khiến nhà sản xuất Harry Johnson ủy quyền cho Chung thu âm phiên bản "Breakfast in Bed" của Dusty Springfield vào năm 1972, do Chung sắp xếp một bản reggae tại địa phương và ở Vương quốc Anh và Hoa Kỳ. Phía b có một phiên bản deejay của ca khúc của Scotty. Bennett trở thành nữ nghệ sĩ đầu tiên đứng đầu bảng xếp hạng đĩa đơn ở Jamaica trong năm năm, một kỳ tích được lặp lại với phần tiếp theo, một bản cover " Chapel of Love " của The Dixie Cup. Tiếp theo các bản thu âm, trong khi Bennett đồng thời học Luật tại trường đại học, những bản này tạo thành album đầu tay của cô, This is Lorna. Bennett đã giữ sự nghiệp âm nhạc của mình trong khi cô chuyển đến Barbados để hoàn thành bằng cấp của mình, nhưng khi trở về vào năm 1974, cô đã thu âm bài hát "Dancing to my own Heartbeat" của Pluto Shervington. Sau đó, cô từ bỏ sự nghiệp âm nhạc của mình, và quay trở lại St. Elizabeth và mở một thực hành pháp lý.
Năm 2001, cô quyết định trở lại với âm nhạc, và biểu diễn trong các chương trình Giáng sinh Vintage  và các buổi hòa nhạc Heineken Startime, cũng như các buổi biểu diễn ở Miami và Vương quốc Anh. Sau đó, cô bắt đầu làm việc trên vật liệu mới với Sly & Robbie. Vào năm 2003, Bennett đã đưa ra một điếu văn tại đám tang của David "Scotty" Scott, deejay, người mà cô đã chia sẻ đĩa đơn số một của mình.

## Danh sách đĩa hát

### Album
- This is Lorna (1972) Harry J

### Đĩa đơn
- "Tôi tin vào bạn" (1970), Harry J
- "Thư gửi từ Miami" (1970), Harry J / Decca
- "Buổi sáng đã tan vỡ" (1971)
- "Bữa sáng trên giường" (1972), Harry J - JA # 1
- "Skank In Bed" (1972), Blue Mountain - với Scotty
- "Đi đến nhà nguyện" (1973), Harry J - JA # 1
- "Thật đau khổ khi muốn nó quá tệ", Harry J
- "Tôi yêu mọi điều nhỏ nhặt về bạn" (1973), Harry J
- "Tôi hài lòng", (197?), Harry J
- "Ở lại với bạn trong khi nào" (197?), Harry J
- "Chạy Johnny Run" (1975), Jaywax / Trojan
- "Tôn kính Lee" (1976), Harry J / Trojan
- "Gửi người phụ nữ khác" (1976), Harry J / Trojan
- "Nhảy theo nhịp tim của riêng tôi" (1974), Hoa dại
- "Dễ lên", Elizabeth
- "Ở lại với tôi" (197?), Harung
- "Đó là nhà của tôi" (1979), High Note
- "Điều thực sự" (2006), Taxi
- "Knock Knock" (2006), Taxi
- "How U Like It" (200?), - có sự góp mặt của Spragga Benz